# Tennis aux Jeux panaméricains de 2011
Navigation
2007 2015
Les compétitions de tennis aux Jeux panaméricains de 2011 ont lieu du 17 au 22 octobre 2011 à Guadalajara, au Mexique. 

## Médaillés
| Simple messieurs | Robert Farah (COL)                             | Rogério Dutra Silva (BRA)                             | Víctor Estrella (DOM)                          |  |  |  |
| Double messieurs | Colombie Juan Sebastián Cabal Robert Farah     | Équateur Júlio César Campozano Roberto Quiroz         | États-Unis Nicholas Monroe Greg Ouellette      |  |  |  |
|                  |                                                |                                                       |                                                |  |  |  |
| Simple dames     | Irina Falconi (USA)                            | Monica Puig (PUR)                                     | Christina McHale (USA)                         |  |  |  |
| Double dames     | Argentine María Irigoyen Florencia Molinero    | États-Unis Irina Falconi Christina McHale             | Colombie Catalina Castaño Mariana Duque Mariño |  |  |  |
|                  |                                                |                                                       |                                                |  |  |  |
| Double mixte     | Mexique Ana Paula de la Peña Santiago González | Chili Andrea Koch Benvenuto Guillermo Rivera-Aránguiz | Brésil Ana-Clara Duarte Rogério Dutra Silva    |  |  |  |

## Tableau des médailles
| * | Pays hôte |

| Rang  | Nation                 | Or | Argent | Bronze | Total |
| ----- | ---------------------- | -- | ------ | ------ | ----- |
| 1     | Colombie               | 2  | 0      | 1      | 3     |
| 2     | États-Unis             | 1  | 1      | 2      | 4     |
| 3     | Argentine              | 1  | 0      | 0      | 1     |
| 3     | Mexique *              | 1  | 0      | 0      | 1     |
| 5     | Brésil                 | 0  | 1      | 1      | 2     |
| 6     | Chili                  | 0  | 1      | 0      | 1     |
| 6     | Équateur               | 0  | 1      | 0      | 1     |
| 6     | Porto Rico             | 0  | 1      | 0      | 1     |
| 9     | République dominicaine | 0  | 0      | 1      | 1     |
| Total | Total                  | 5  | 5      | 5      | 15    |

Source : (en) Classement par nations. 